# Liste der Biografien/Rice
Liste der Biografien |
Portal Biografien |
Personensuche
# |
A |
B |
C |
D |
E |
F |
G |
H |
I |
J |
K |
L |
M |
N |
O |
P |
Q |
R |
S |
T |
U |
V |
W |
X |
Y |
Z |
?
 
Ra |
Rb |
Rd |
Re |
Rh |
Ri |
Rj |
Rk |
Rl |
Rm |
Rn |
Ro |
Rr |
Rs |
Rt |
Ru |
Rv |
Rw |
Rx |
Ry |
Rz
 
Ria |
Rib |
Ric |
Rid |
Rie |
Rif |
Rig |
Rih |
Rii |
Rij |
Rik |
Ril |
Rim |
Rin |
Rio |
Rip |
Riq |
Rir |
Ris |
Rit |
Riu |
Riv |
Riw |
Rix |
Riy |
Riz
 
Rica |
Ricb |
Ricc |
Rice |
Rich |
Rici |
Rick |
Ricl |
Rico |
Ricq |
Rics |
Rict |
Ricu |
Ricz
Die Liste der Biografien führt alle Personen auf, die in der deutschsprachigen Wikipedia einen Artikel haben. Dieses ist eine Teilliste mit 117 Einträgen von Personen, deren Namen mit den Buchstaben „Rice“ beginnt.

## Rice
- Rice, A. Hamilton (1875–1956), US-amerikanischer Forschungsreisender, Geograph, Arzt und Abenteurer
- Rice, Albert E. (1845–1921), US-amerikanischer Politiker
- Rice, Alexander H. (1818–1895), US-amerikanischer Politiker
- Rice, Americus V. (1835–1904), US-amerikanischer Politiker
- Rice, Angourie (* 2001), australische SchauspielerinAngourie Rice (* 2001)

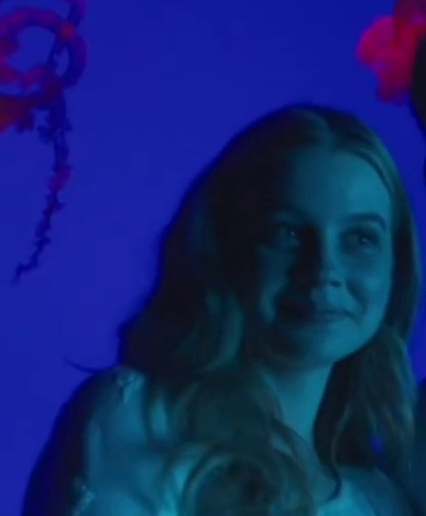
Angourie Rice (* 2001)

- Rice, Anna (* 1980), kanadische Badmintonspielerin
- Rice, Anne (1941–2021), US-amerikanische Schriftstellerin
- Rice, Bailey (* 2006), schottischer Fußballspieler
- Rice, Ben (* 1972), englischer Schriftsteller
- Rice, Benjamin F. (1828–1905), US-amerikanischer Politiker
- Rice, Bernard (* 1874), britischer Glasmaler
- Rice, Boyd (* 1956), US-amerikanischer Musiker und Schauspieler
- Rice, Buddy (* 1976), US-amerikanischer Automobilrennfahrer
- Rice, Calvin W. (1868–1934), US-amerikanischer Elektroingenieur
- Ricé, Carl E. (1947–2024), deutscher Schriftsteller und Literatur-Performer
- Rice, Chandler (* 1994), US-amerikanische Softballspielerin
- Rice, Charles, Tontechniker
- Rice, Charles M. (* 1952), amerikanischer Virologe
- Rice, Charlie (1920–2018), US-amerikanischer Jazz-Musiker (Schlagzeug)
- Rice, Chase (* 1985), US-amerikanischer Countrypopsänger
- Rice, Christopher (* 1978), US-amerikanischer Schriftsteller
- Rice, Condoleezza (* 1954), US-amerikanische Politikerin, Außenministerin der USACondoleezza Rice (* 1954)

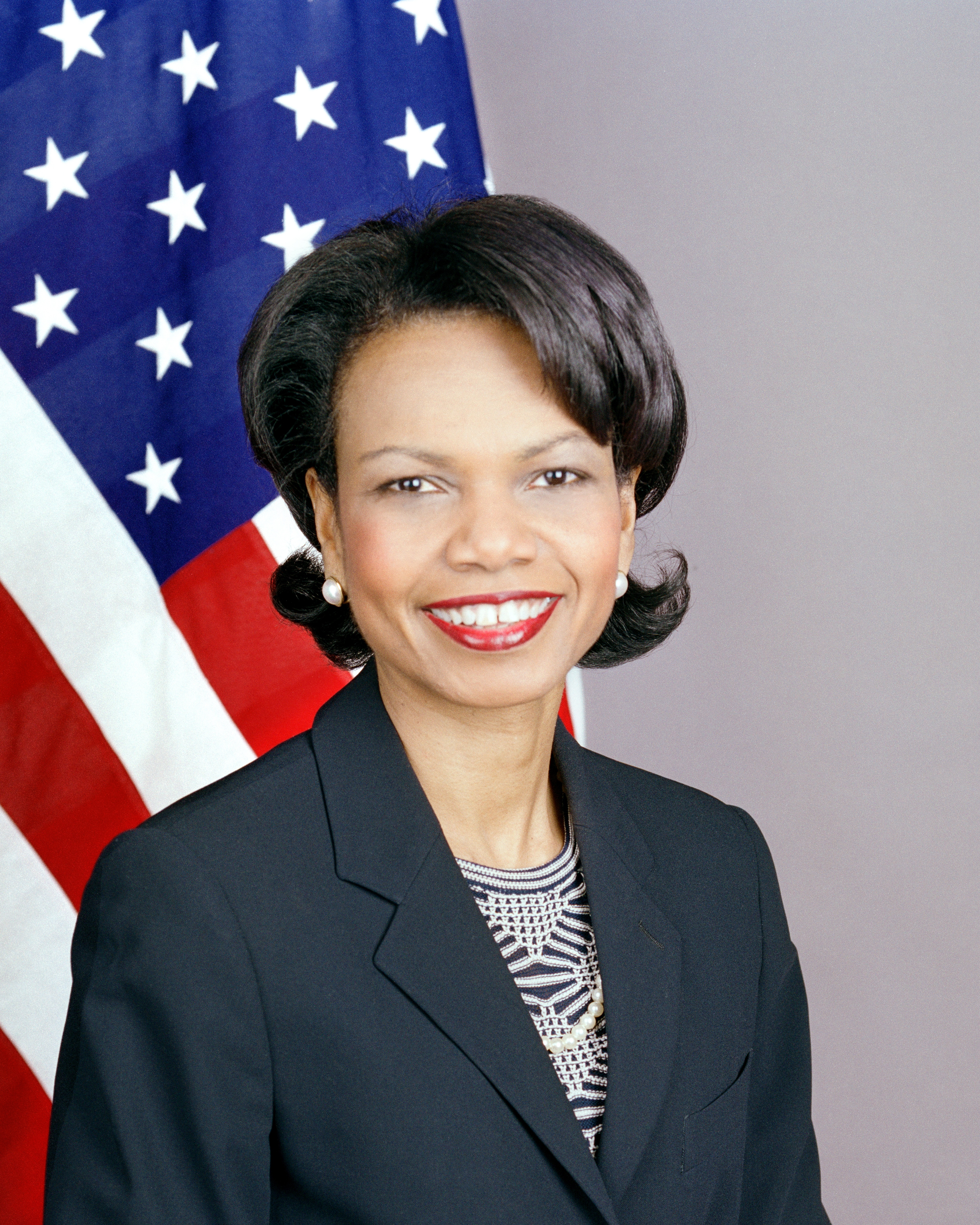
Condoleezza Rice (* 1954)

- Rice, Damien (* 1973), irischer Musiker und Singer-Songwriter
- Rice, David (* 1989), britischer Tennisspieler
- Rice, Declan (* 1999), englisch-irischer Fußballspieler
- Rice, Donald (* 1939), US-amerikanischer Politiker und Wirtschaftsmanager
- Rice, Edmund (1819–1889), US-amerikanischer Politiker
- Rice, Edmund Ignatius (1762–1844), irischer römisch-katholischer Missionar, Pädagoge und Laienbruder, Seliger der römisch-katholischen Kirche
- Rice, Edward (1694–1727), walisisch-britischer Politiker
- Rice, Edward A. Jr. (* 1956), US-amerikanischer Offizier, General der US Air Force
- Rice, Edward Matthew (* 1960), US-amerikanischer Geistlicher, Bischof von Springfield-Cape Girardeau
- Rice, Edward Y. (1820–1883), US-amerikanischer Politiker
- Rice, Elmer (1892–1967), US-amerikanischer Schriftsteller
- Rice, Emmett J. (1919–2011), US-amerikanischer Wirtschaftswissenschaftler und Bankmanager
- Rice, Ernest (1872–1950), US-amerikanischer Politiker
- Rice, Frank (1845–1914), US-amerikanischer Jurist und Politiker
- Rice, George (1724–1779), britischer Politiker
- Rice, George, 3. Baron Dynevor (1765–1852), britischer Adliger und Politiker
- Rice, Gigi (* 1965), US-amerikanische Schauspielerin
- Rice, Gitz (1891–1947), kanadischer Sänger, Komponist, Pianist und Entertainer
- Rice, Glen (* 1967), US-amerikanischer BasketballspielerGlen Rice (* 1967)

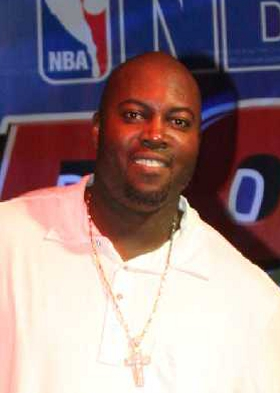
Glen Rice (* 1967)

- Rice, Glen Jr. (* 1991), US-amerikanischer Basketballspieler
- Rice, Grantland (1880–1954), US-amerikanischer Sportjournalist
- Rice, Greg (1916–1991), US-amerikanischer Mittel- und Langstreckenläufer
- Rice, Griffith († 1584), walisischer Adliger
- Rice, Griffith († 1729), walisisch-britischer Politiker
- Rice, Harry E., Techniker
- Rice, Henry, walisischer Adliger, Höfling und Schriftsteller
- Rice, Henry Gordon (1920–2003), US-amerikanischer Mathematiker und Logiker
- Rice, Henry Mower (1816–1894), US-amerikanischer Politiker
- Rice, Hoke (1909–1974), US-amerikanischer Country-Musiker
- Rice, Horace (1872–1950), australischer Tennisspieler
- Rice, Isaac (1850–1915), US-amerikanischer Schachspieler
- Rice, Jack (1893–1968), US-amerikanischer Schauspieler
- Rice, James R. (* 1940), US-amerikanischer Ingenieur und Geophysiker
- Rice, Janet (* 1960), australische Politikerin, Australian Greens
- Rice, Jerry (* 1962), US-amerikanischer American-Football-SpielerJerry Rice (* 1962)

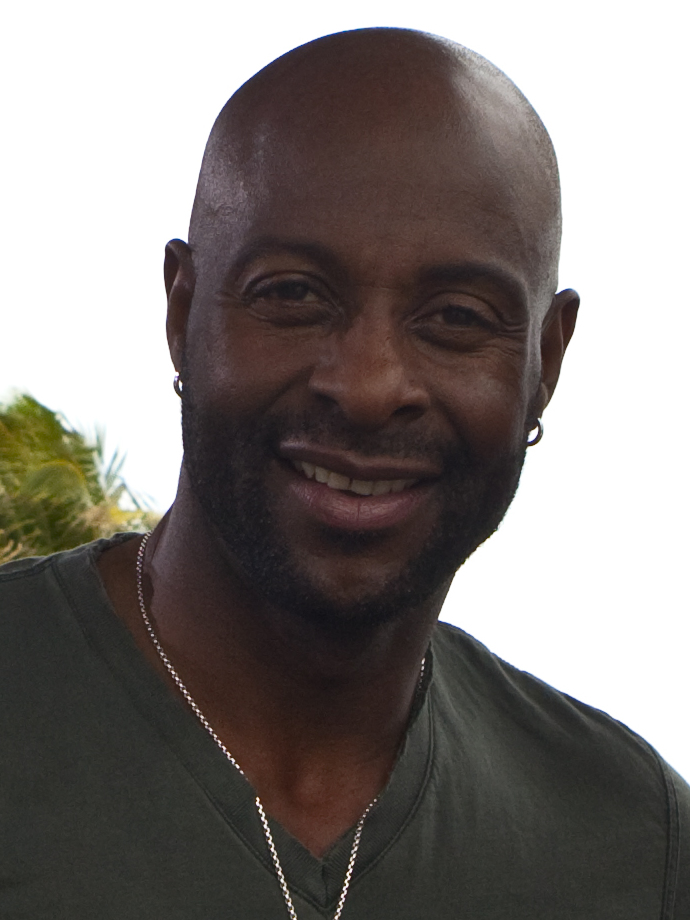
Jerry Rice (* 1962)

- Rice, Jim (* 1953), US-amerikanischer Baseballspieler
- Rice, Joan (1930–1997), britische Schauspielerin
- Rice, John (1881–1941), kanadischer Ruderer
- Rice, John (* 1937), britischer Schachkomponist
- Rice, John B. (1832–1893), US-amerikanischer Politiker
- Rice, John Blake (1809–1874), US-amerikanischer Politiker
- Rice, John C. (1857–1915), US-amerikanischer Schauspieler
- Rice, John H. (1816–1911), US-amerikanischer Politiker
- Rice, John Joe (1893–1970), irischer Politiker
- Rice, John McConnell (1831–1895), US-amerikanischer Politiker
- Rice, Joseph John (1871–1938), US-amerikanischer Geistlicher, römisch-katholischer Bischof von Burlington
- Rice, Kathleen (* 1965), US-amerikanische Politikerin
- Rice, Larry (1949–2006), US-amerikanischer Bluegrass-Musiker
- Rice, Lena (1866–1907), irische Tennisspielerin
- Rice, Mary E. (1926–2021), US-amerikanische Entwicklungsbiologin und Zoologin
- Rice, Matthew (* 1979), australischer Radrennfahrer
- Rice, Megan (1930–2021), amerikanische Nonne und Friedensaktivistin
- Rice, Michael (* 1997), britischer Sänger
- Rice, Nathan (* 1983), englischer Badmintonspieler
- Rice, Nathaniel († 1753), britischer Politiker, Gouverneur der Province of North Carolina
- Rice, Oscar K. (1903–1978), US-amerikanischer Chemiker
- Rice, Pádraig (* 1990), irischer Politiker
- Rice, Pat (* 1949), nordirischer Fußballspieler und -trainer
- Rice, Paul, Gründer und CEO von Fair Trade USA
- Rice, Peter (1935–1992), irischer Autor und Ingenieur
- Rice, Rachel (* 1984), walisische Schauspielerin und Model
- Rice, Rashee (* 2000), US-amerikanischer American-Football-Spieler
- Rice, Ray (* 1987), US-amerikanischer American-Football-Spieler
- Rice, Rex (1918–2004), US-amerikanischer Informatiker
- Rice, Sidney (* 1986), US-amerikanischer American-Football-Spieler
- Rice, Spencer (* 1963), kanadischer Drehbuchautor, Filmemacher und KomikerSpencer Rice (* 1963)

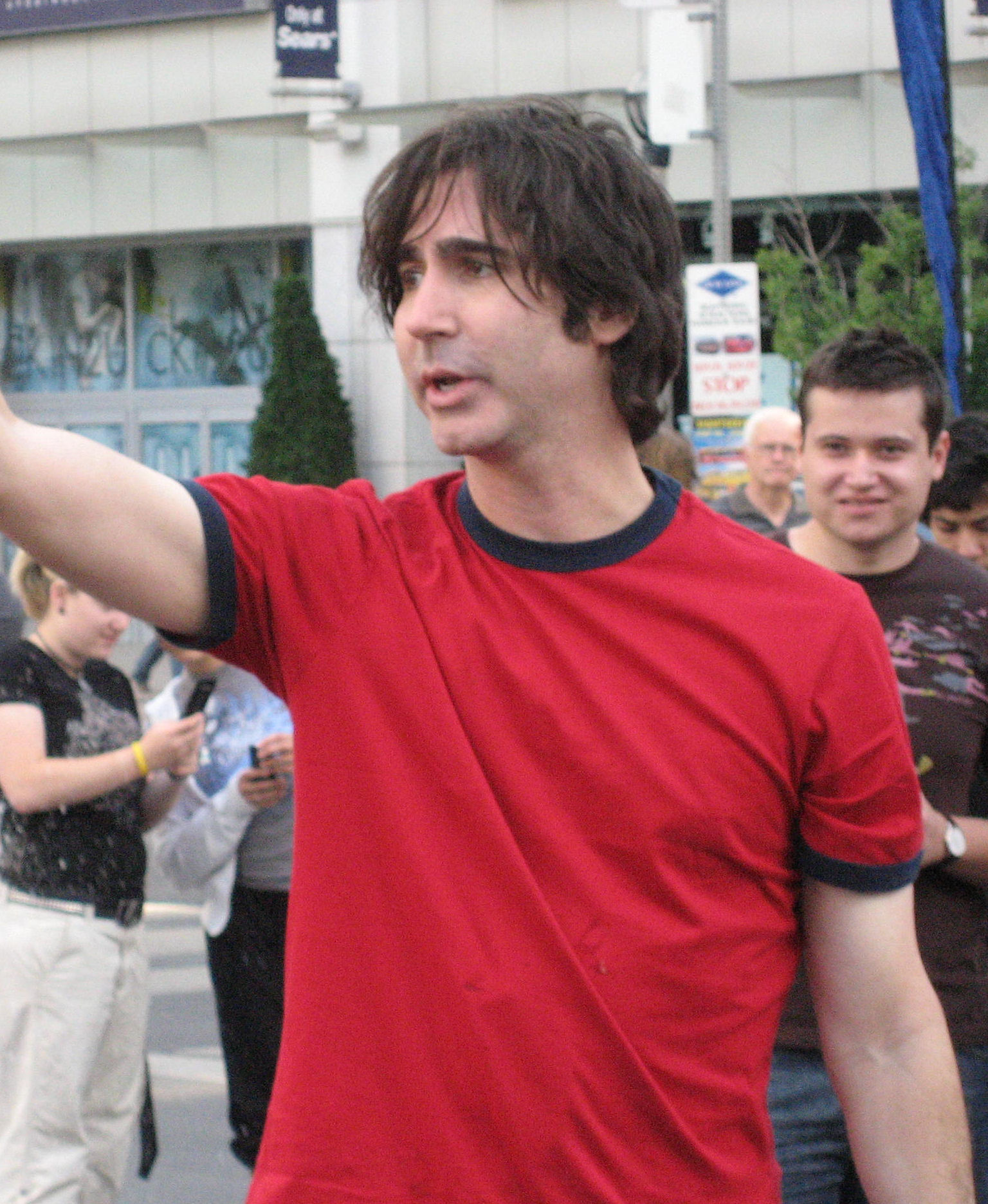
Spencer Rice (* 1963)

- Rice, Stan (1942–2002), amerikanischer Dichter und Maler
- Rice, Stephanie (* 1988), australische Schwimmerin
- Rice, Stephen O. (1907–1986), US-amerikanischer Informatiker und Elektroingenieur
- Rice, Steven (* 1971), kanadischer Eishockeyspieler
- Rice, Stuart A. (1932–2024), amerikanischer Chemiker und Physiker
- Rice, Stuart Arthur (1889–1969), Soziologe und Statistiker der Vereinigten Staaten
- Rice, Susan E. (* 1964), US-amerikanische Politikerin
- Rice, Tamir (2002–2014), US-amerikanischer Schüler, welcher von einem Polizisten erschossen wurde
- Rice, Theron Moses (1829–1895), US-amerikanischer Politiker
- Rice, Thomas (1768–1854), US-amerikanischer Politiker
- Rice, Thomas D. (1808–1860), US-amerikanischer Komiker und der Erfinder des Blackface
- Rice, Thomas Maurice (1939–2024), irisch-US-amerikanischer Physiker
- Rice, Thomas Spring, 1. Baron Monteagle of Brandon (1790–1866), britischer Peer und Politiker
- Rice, Tim (* 1944), britischer Musical- und FilmmusiktexterTim Rice (* 1944)

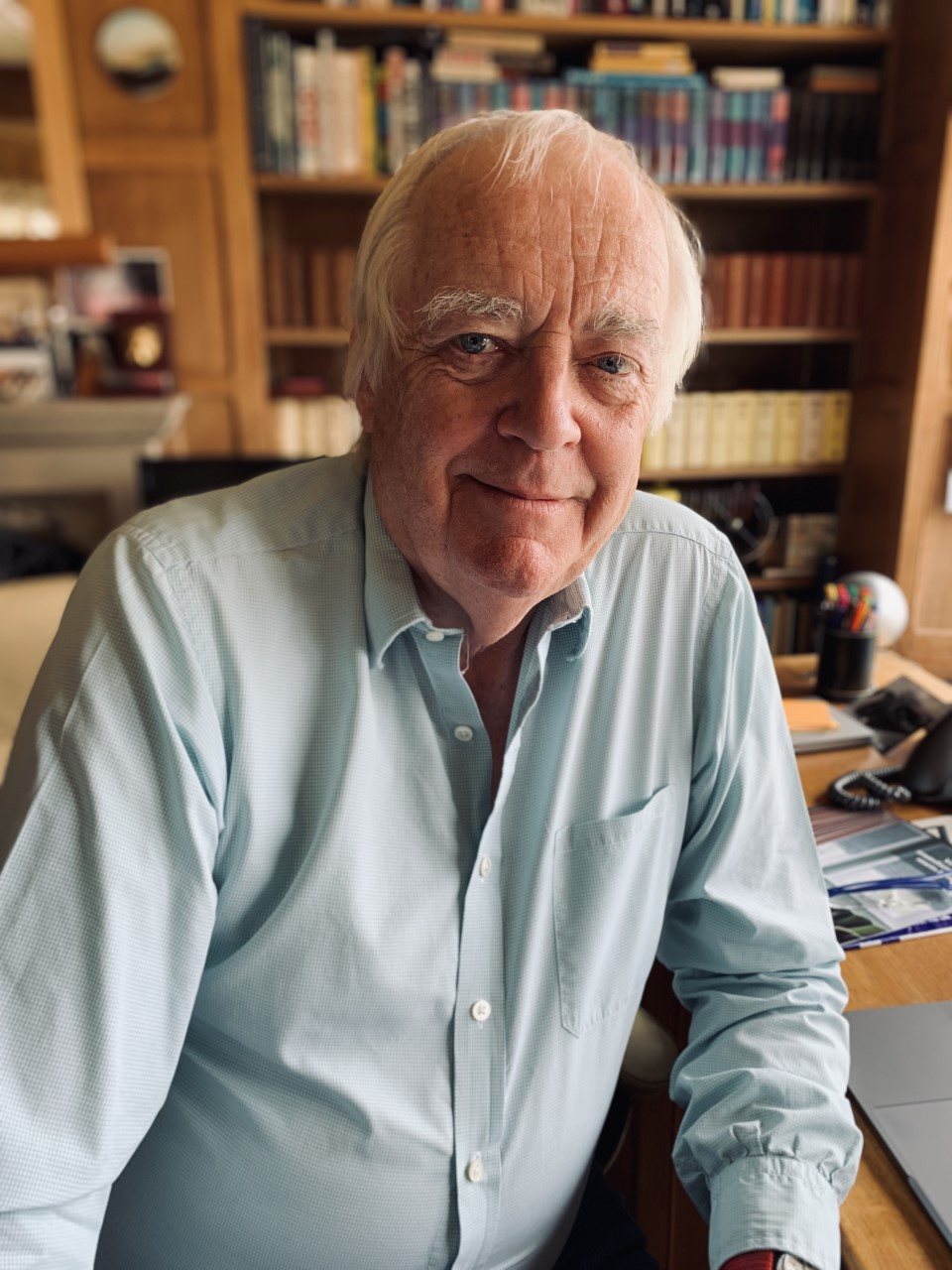
Tim Rice (* 1944)

- Rice, Tom (* 1957), US-amerikanischer Politiker
- Rice, Tony (1951–2020), US-amerikanischer Bluegrass-Musiker
- Rice, Tony (* 1967), US-amerikanischer American-Football-Spieler
- Rice, Travis (* 1982), US-amerikanischer Snowboarder
- Rice, Tyrese (* 1987), US-amerikanischer Basketballspieler
- Rice, Walter, walisischer Adliger und Politiker
- Rice, Waubgeshig (* 1979), kanadischer Journalist und Schriftsteller
- Rice, Willard (1895–1967), US-amerikanischer Eishockeyspieler
- Rice, William (* 1951), US-amerikanischer Biologe
- Rice, William Gorham (1856–1945), US-amerikanischer Musikschriftsteller
- Rice, William L. (1931–2006), US-amerikanischer Schauspieler, Produktionsmanager und Regieassistent
- Rice, William W. (1826–1896), US-amerikanischer Politiker
- Rice-Davies, Mandy (1944–2014), britische Tänzerin, Autorin, Schauspielerin und Unternehmerin
- Rice-Oxley, Tim (* 1976), englischer Musiker, Produzent und Sänger
- Rice-Trevor, George, 4. Baron Dynevor (1795–1869), britischer Adliger und Politiker, Mitglied des House of Commons